# Ben Wendel
Ben Wendel, né le 20 février 1976 à Vancouver, est un compositeur, saxophoniste et bassoniste américain de jazz. Il vit à Brooklyn.
Il a notamment collaboré avec Tigran Hamasyan, Antonio Sánchez, Eric Harland, Taylor Eigsti, Snoop Dogg et Prince.

## Biographie

### Jeunesse
Né à Vancouver, Ben Wendel grandit à Los Angeles.

### Carrière en solo
Le trio ACT, composé de Ben Wendel, Harish Raghavan (contrebasse) et Nate Wood (en) (batterie), a été créé autour de 2006. Leurs deux albums (ACT, 2009 et ACT II, 2015) ont été enregistrés « dans une seule pièce sans écouteurs », permettant une spontanéité rare en studio.
En 2012, il compose Monome, une pièce de 45 minutes pour le groupe Kneebody (en), dont il est un des membres. La première a été donnée au Blue Whale de Los Angeles, puis au Vision Festival à Brooklyn,
What We Bring, avec Gerald Clayton au piano, Joe Sanders à la basse et Henry Cole à la batterie, paraît le 9 septembre 2016. Tous les morceaux de cet album sont dédiés à des maîtres et collègues du musicien. L'album est bien reçu par la critique.

### The Seasons
En 2015, Ben Wendel commence The Seasons, un projet vidéo inspiré par Les Saisons de Piotr Ilitch Tchaïkovski. Chaque pièce est inspirée par un mois, et est dédiée à un musicien différent avec lequel elle est destinée à être interprétée. Ces musiciens sont pour la plupart des figures majeures du jazz contemporain, : Mark Turner, Joshua Redman, Aaron Parks, Gilad Hekselman (en), Eric Harland, Julian Lage, Ambrose Akinmusire...
Ben Wendel diffuse une vidéo par mois de ces duos sur YouTube, qui accumulent des milliers de vues, le musicien cherchant ainsi à créer d'autres façons d'atteindre son public.
Alors que ces pièces n'avaient jamais été jouées en concert ni publiées en disque, The Seasons est le 7e meilleur album de 2015 pour le critique Nate Chinen du New York Times, et chacun des duos est diffusé sur France Musique dans l'émission Open Jazz d'Alex Dutilh.
Quelques années plus tard, inspiré par le tableau The Seasons de l'artiste américaine Lee Krasner,, Wendel décide de développer The Seasons et d'en faire un arrangement pour quintet : « ce qui est intéressant dans le fait d'écrire des duos, c'est que chaque partie doit compter. Il faut créer tout un monde avec seulement deux voix. La bonne nouvelle pour moi a été que la structure de ces morceaux était assez bonne, finalement ça n'a pas été si compliqué de les arranger pour quintet. Je pense que ça aurait été plus dur à faire dans l'autre sens. »
En 2018, il joue ce répertoire au Village Vanguard avec quelques musiciens avec lesquels il avait déjà joué ce projet en duo : Aaron Parks (piano), Gilad Hekselman (en) (guitare), Matt Brewer (basse) et Eric Harland (batterie) : « Je me suis dit que c’était le moment idéal pour emmener le projet The Seasons plus loin. J’ai mis sur pied un quintet avec des musiciens auxquels j’avais fait appel pour la série de vidéos et la musique que j’avais écrite pour ces duos très intimistes a pris une autre envergure sous les doigts de ces musiciens exceptionnels. » Un album paraît le 12 octobre 2018 chez Motéma Music.
The Seasons a inspiré à Wendel d'autres expériences sur YouTube. Il a ainsi débuté en avril 2018 une nouvelle série intitulée Standards With Friends (« des standards avec des amis »), dans laquelle il joue des standards tels qu'On Green Dolphin Street ou You and the Night and the Music en duo avec Melissa Aldana, Charles Altura, Nate Wood (en), Julian Lage...

### Pédagogie
Ben Wendel a été professeur associé de jazz à l'université du Sud de la Californie. Il est professeur associé à la New School de New York. Il a également donné de nombreuses masterclasses.

## Récompenses
- 2011 : bourse « New Jazz Works » de Chamber Music America (en) pour Monome, une pièce de 45 minutes composée par Ben Wendel pour Kneebody (en)[5]
- 2017 : bourse « New Jazz Works » de Chamber Music America (en)[14]
- 2018 : Coup de cœur Jazz et Blues 2018 de l'Académie Charles-Cros pour The Seasons, proposé le 14 décembre 2018 lors de l’émission Open Jazz d’Alex Dutilh sur France Musique[15].

### Nominations
- 2024 : Grammy Award du meilleur album de jazz instrumental pour All One[16]

## Discographie

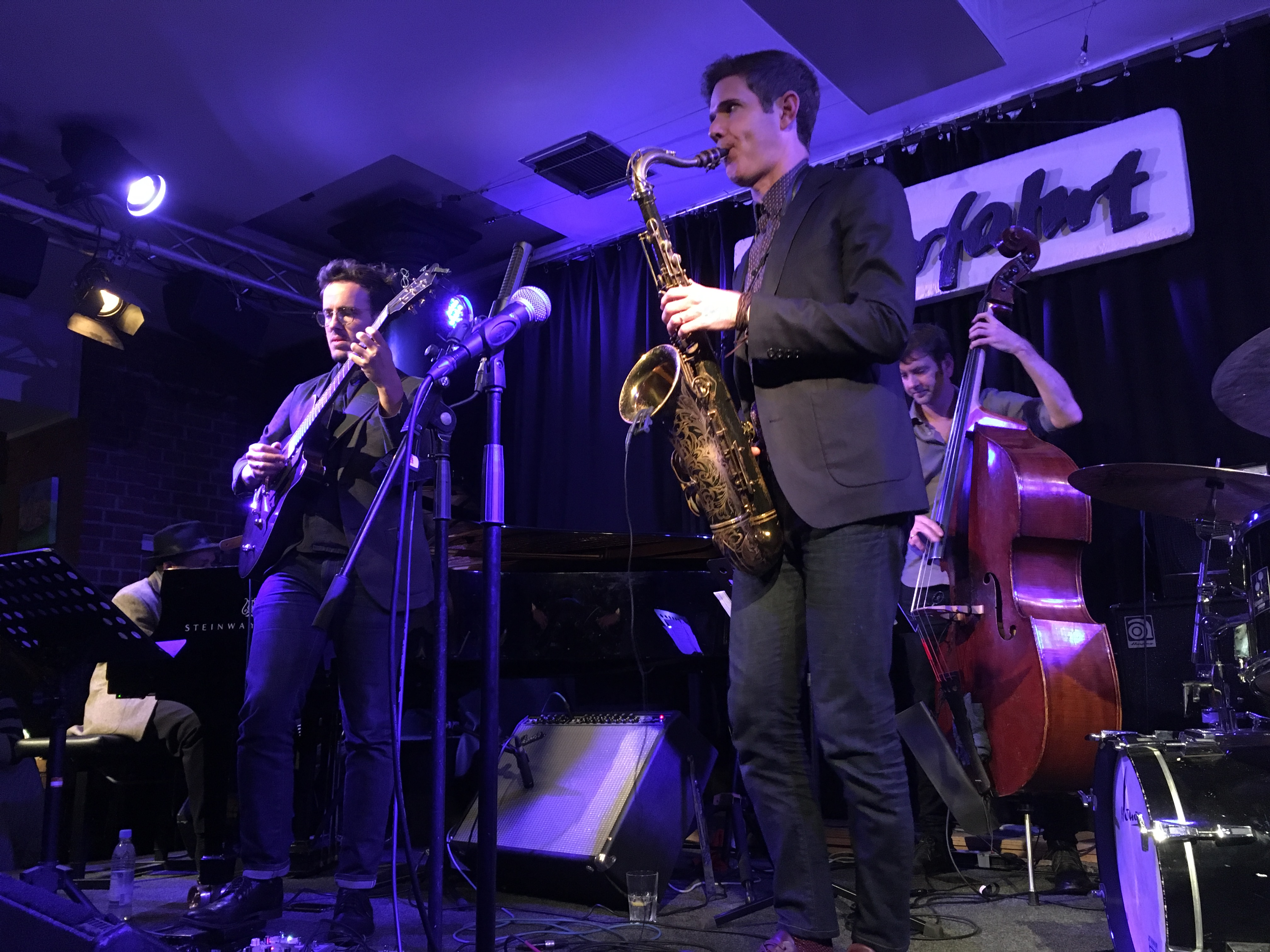
Ben Wendel et Gilad Hekselman à Munich en 2019.

### En tant que leader ou coleader
- 2009 : Simple Song (Sunnyside)
- 2012 : Frame (Sunnyside)
- 2013 : Small Constructions, avec Dan Tepfer
- 2016 : What We Bring (Motéma Music)
- 2018 : The Seasons (Motéma Music)
- 2020 : Big Heart (Edition Records)

Avec ACT (Ben Wendel, Harish Raghavan et Nate Wood (en))
- 2009 : ACT
- 2015 : ACT II

Avec Kneebody (en)
- 2002 : Wendel
- 2005 : Kneebody
- 2007 : Low Electrical Worker
- 2007 : Kneebody Live: Volume One
- 2009 : Twelve Songs By Charles Ives
- 2009 : Kneebody Live: Volume Two: Live in Italy
- 2010 : You Can Have Your Moment
- 2011 : Kneebody Live: Volume Three: Live in Paris
- 2013 : The Line'
- 2015 : Kneedelus
- 2017 : Anti-Hero
- 2019 : By Fire
- 2019 : Chapters

### En tant que sideman
Avec Daedelus
- 2002 : Spacesettings
- 2003 : Meanwhile...
- 2003 : Live Airplane Food
- 2003 : Invention
- 2003 : Tigerbeats 6 Inc.
- 2003 : Adventure Time

Avec Dakah Hip-Hop Orchestra
- 2002 : Live at the North Beach Jazz Festival
- 2004 : Unfinished Symphony
- 2004 : Dakah Live @ Grand Performances

Avec Adam Rudolph
- 2002 : Go: Organic Orchestra: 1
- 2004 : Go: Organic Orchestra: Web Of Light

Avec Marco Antonio Solís
- 2002 : Trozos de Mi Alma

Avec Jason Mraz
- 2002 : Waiting for My Rocket to Come

Avec Todd Sickafoose (en)
- 2005 : Blood Orange
- 2008 : Tiny Resistors

Avec Atlantiquity
- 2005 : Kleeer

Avec Tigran Hamasyan
- 2006 : World Passion
- 2009 : Arrata Rebirth
- 2013 : Shadow Theater

Avec Taylor Eigsti (en)
- 2006 : Lucky To Be Me
- 2008 : Let It Come To You

Avec Michael Whittaker
- 2006 : Modern World

Avec Tony Scott
- 2007 : A Jazz Life

Avec Good Charlotte
- 2007 : Good Morning Revival

Avec Otmaro Ruiz
- 2008 : Sojourn

Avec Austin Peralta
- 2011 : Endless Planets

Avec Moonchild
- 2012 : Be Free

Avec Linda May Han Oh
- 2013 : Sun Pictures
- 2017 : Walk Against Wind

Avec Phil Dizak
- 2013 : Single Soul

Avec David Cook
- 2015 : Scenic Design

Avec Guilheim Flousat
- 2015 : Portraits

Avec Phil Donkin
- 2015 : The Gate

Avec Roman Pilon
- 2015 : The Magic Eye

Avec Matt Brewer
- 2016 : Unspoken

Avec Gerald Clayton (en)
- 2017 : Tributary Tales